# François Wartel
Pierre-François Wartel (Versailles, 3 aprile 1806 – Parigi, 3 agosto 1882) è stato un tenore francese.
Sua moglie era Thérèse Wartel, una pianista di talento e il figlio Émile era tenore che realizzò diversi ruoli operistici tra il 1857 e il 1870 al Théâtre Lyrique e successivamente fondò la propria scuola di canto.

## Biografia
Nel 1825 François Wartel si iscrisse al Conservatorio di Parigi, avendo come insegnante il compositore francese Fromental Halévy, ma poco dopo iniziò gli studi nell'Istituto di musica religiosa di Choron. Dopo aver finito gli studi presso l'Istituto di Choron nel 1828, ritornò nuovamente presso il Conservatorio di Parigi per proseguire gli studi di canto con Banderali e Nourrit, dal quale nel 1829 prese un premio per il canto nel 1829.

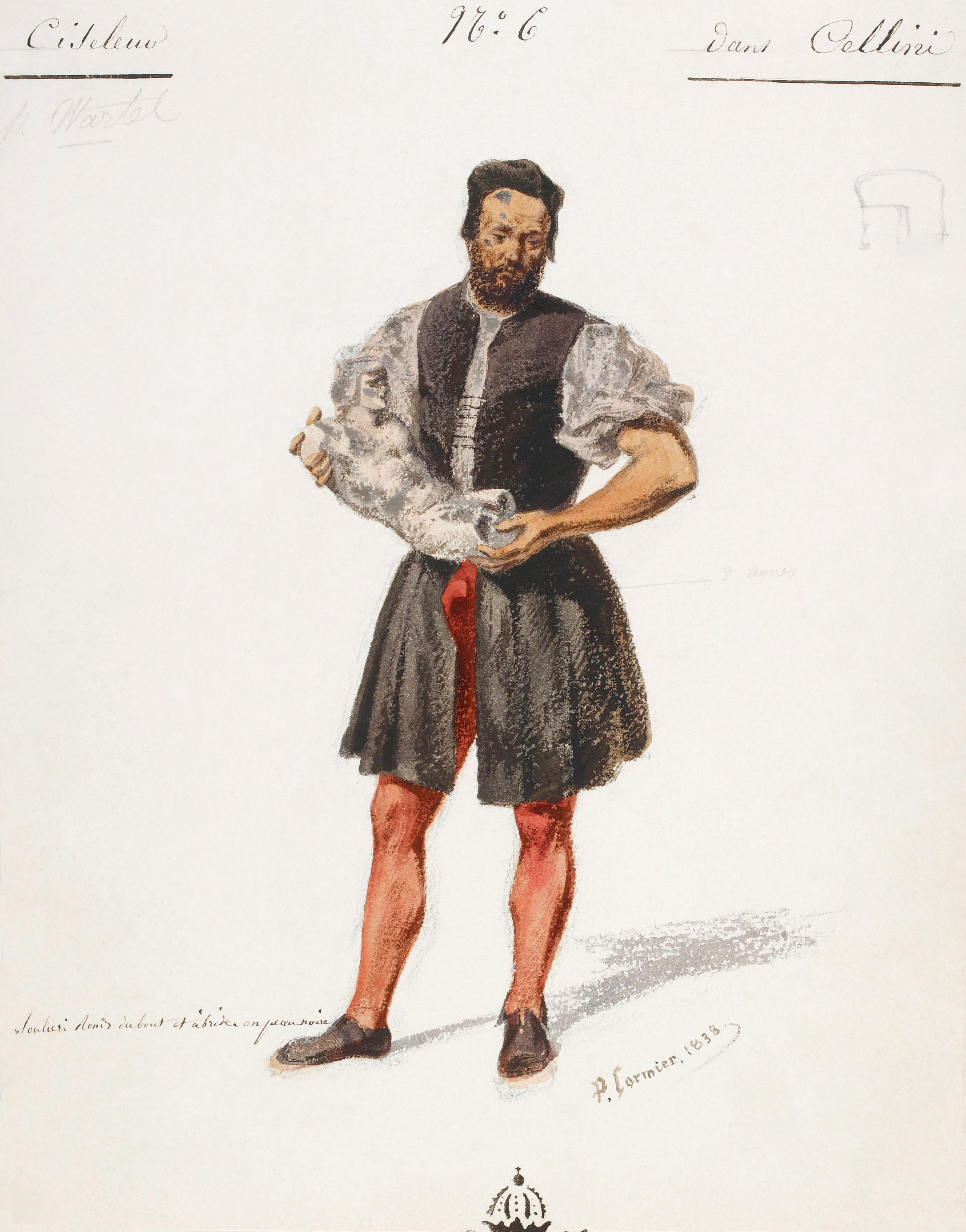
Nel ruolo di Francesco in Benvenuto Cellini

Dal 1831 al 1846 fu seconde tenore presso l'Opera di Parigi: fu Francesco nell'opera Benvenuto Cellini (10 settembre 1838), in due opere di Donizetti, Les martyrs (10 aprile 1840) nel ruolo di Néarque,  e La favorita (2 dicembre 1840), nel ruolo di Don Gaspar
Aiutò, anche Schubert nella sua carriera teatrale. Eseguì alcune delle sue opere nei vari Paesi tra i quali: Berlino, Praga e molti altri.
Nei suoi recitati compaiono anche Christina Nilsson e Zelia Trebelli-Bettini.
Nel 1842, smise di fare il tenore e si mise a fare l'insegnante di musica classica. Fu considerato dai suoi studenti un ottimo insegnante.